# Uciekinierzy
Uciekinierzy (ang. Runaway) – amerykański serial sensacyjny z 2006 roku.

## Opis fabuły
Akcja rozgrywa się w prowincjonalnym miasteczku Bridgewater w stanie Iowa. Wszyscy w tym mieście się znają (przynajmniej tak się im wydaje). Grę pozorów prowadzi rodzina Paula (Donnie Wahlberg), jego żona Lily (Leslie Hope) i trójka dzieci. Paul Rader jest poszukiwany na terenie całych Stanów Zjednoczonych za popełnienie morderstwa ze szczególnym okrucieństwem.

## Obsada

### Główne
- Leslie Hope – Lilly
- Dustin Milligan – Henry
- Sarah Ramos – Hannah
- Nathan Gamble – Tommy
- Donnie Wahlberg – Paul
- Karen LeBlanc – Agent Angela Huntley
- Susan Floyd – Gina Bennett

### Poboczne
- Craig Olejnik – Jake Bennett
- Leah Cudmore – Amber
- Melanie Merkosky – Sam
- Niamh Wilson – Susie
- Raoul Bhaneja – Agent Raj Rao
- Sandrine Holt – Erin Baxter
- Aaron Abrams – Tannen
- Benz Antoine – Vic
- Paula Boudreau – Mary Sullivan
- Andrew Lawrence – Brady Sullivan
- Shawn Christian – dr Fisher
- Robbie Amell – Stephen
- Kristen Hager – Kylie
- Liam Kishinevsky – Duże dziecko
- Steven Yaffee – Carl
- David Newsom – Randy

## Spis odcinków
| Światowa premiera | Polska premiera | N/o | Angielski tytuł              |
| ----------------- | --------------- | --- | ---------------------------- |
|                   |                 |     |                              |
| SERIA PIERWSZA    |                 |     |                              |
|                   |                 |     |                              |
| 25.09.2006        | 04.02.2008      | 01  | Pilot                        |
|                   |                 |     |                              |
| 02.10.2006        | 05.02.2008      | 02  | Identity Crisis              |
|                   |                 |     |                              |
| 15.10.2006        | 11.02.2008      | 03  | Mr. Rader Goes to Washington |
|                   |                 |     |                              |
| niewyemitowany    | 12.02.2008      | 04  | Homecoming                   |
|                   |                 |     |                              |
| niewyemitowany    | 18.02.2008      | 05  | Father Figure                |
|                   |                 |     |                              |
| niewyemitowany    | 19.02.2008      | 06  | Liar, Liar                   |
|                   |                 |     |                              |
| niewyemitowany    | 25.02.2008      | 07  | Turn, Turn, Turn             |
|                   |                 |     |                              |
| niewyemitowany    | 26.02.2008      | 08  | There's No Place Like Home   |
|                   |                 |     |                              |
| niewyemitowany    | 03.03.2008      | 09  | End Game                     |
|                   |                 |     |                              |